# 伯尼 (得克萨斯州)
伯尼（英語：Boerne）是一個位於美國德克薩斯州肯德爾縣的城市。根據2010年美國人口普查，該地共人口10471人，而該地的面積約為30.06平方千米。同時該地也是肯德爾縣的縣治。

## 地理
伯尼的座標為29°47′45″N 98°43′56″W / 29.79583°N 98.73222°W，而該地的平均海拔高度為428米（即1405英尺）。